# ریور واک سن آنتونیو

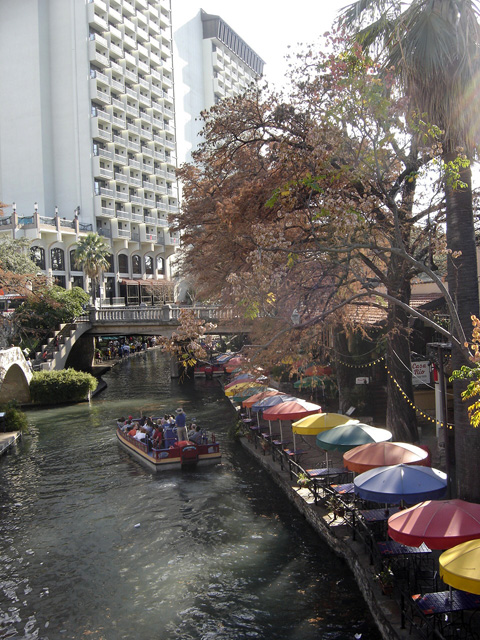

ریور واک سن آنتونیو (به انگلیسی San Antonio River Walk و به اسپانیایی El Paseo del Rio) نام منطقه‌ای است در مرکز شهر سن آنتونیو یکی از شهرهای ایالت تکزاس آمریکا.
رود کوچکی نیز که با همین نام شناخته می‌شود از میان شهر سن آنتونیو عبور می‌کند.
بخاطر وجود این رود پیچاپیچ کوچک است که شهر سن آنتونیو از نظر برخی «ونیز آمریکا» نامگذاری گردیده.
عرض این رود بین ۲۵ تا ۴۰ فوت می‌باشد. از مراسم سالیانه در این مکان می‌توان فیستا نوچه دل ریو را نام برد.

## تاریخچه
تا دههٔ ۱۹۲۰ میلادی این رود یک عضو ناخواستهٔ شهر سن آنتونیو بود و محل ریزش زباله و تجمع آلودگی‌های فراوان بود. در سال ۱۹۲۹ گروهی معمار از دانشگاه تگزاس در آستین با طرحی پیشنهادی به مسئولین سعی بر مبدل نمودن این رود راکد منزجرکننده به یک جاذبهٔ گردشگری نمودند. سرانجام این طرح ۳۰۰٬۰۰۰ دلاری رودی زیبا و دل‌انگیز شد که امروزه گردانندهٔ یک صنعت ۳ میلیارد دلاریست و سالیانه پذیرای بیش از ۷ میلیون گردشگر می‌باشد.
این رود نهایتاً به رود سن آنتونیو پیوسته و به خلیج مکزیک می ریزد.

## نگارخانه

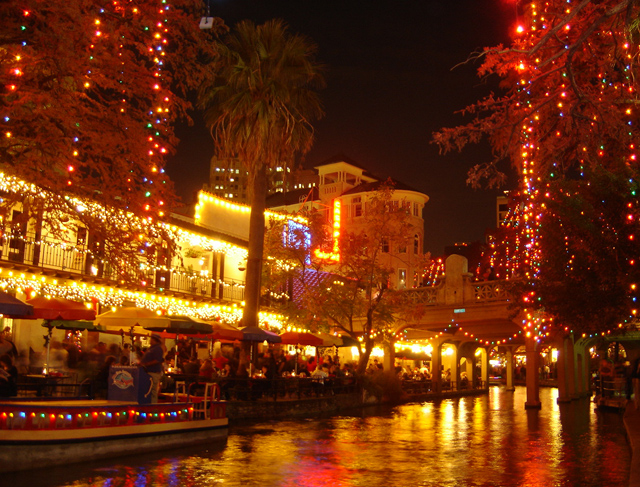
امروزه کرانه‌های این رود آکنده از رستوران های فراوانی می‌باشد.
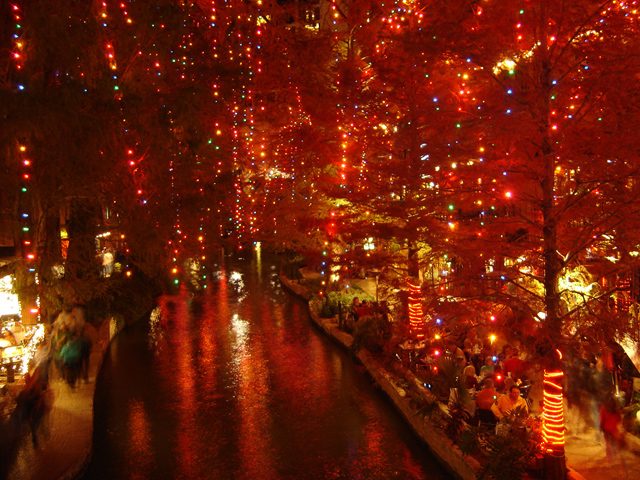
چراغانی رود در ایام کریسمس.
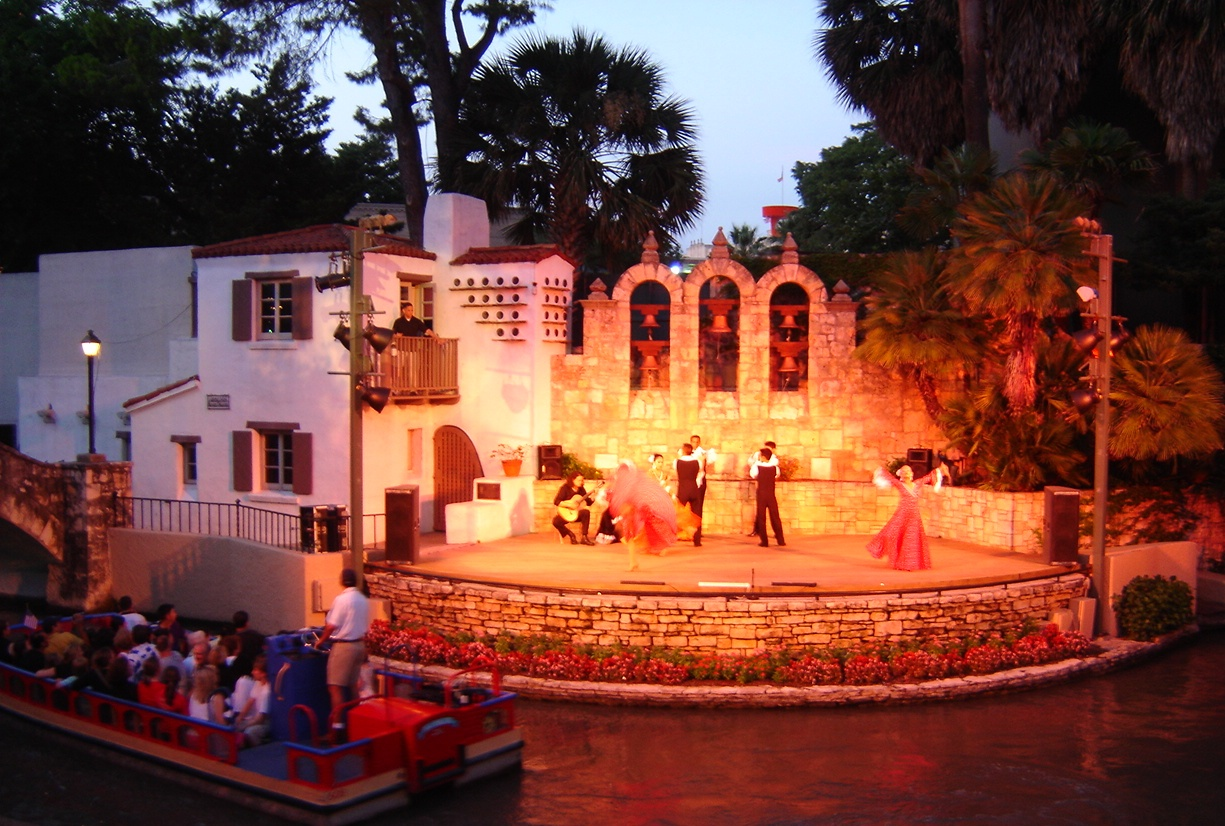
آمفی تئاتر آرنسون محل اجرای رقصهای محلیست.
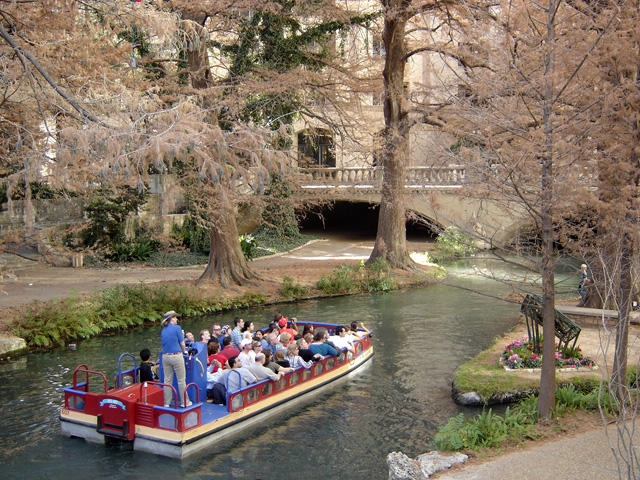
گردشگران در حال سیاحی شهر از طریق رود

## پیوند یه بیرون
- وب‌گاه رسمی
- در مورد معماری رود
- اطلاعات گردشگری رود
- راهنمای بازدید کنندگان